# Skoruszów Potok
Skoruszów Potok – potok, lewy dopływ Magurskiego Potoku.
Potok wypływa z wielu źródeł na wschodnich stokach grzbietu łączącego Magurę Witowską z Maśniakową w Orawicko-Witowskich Wierchach. Najwyżej położone z tych źródeł znajduje się na wysokości 1040 m. Spływa w kierunku wschodnim i na wysokości 865 m uchodzi do Magurskiego Potoku.
Skoruszów Potok ma długość 1,3 km i średni spadek 13,5%. Cała jego zlewnia znajduje się na północnych stokach Orawicko-Witowskich Wierchów w obrębie miejscowości Witów. Koryto potoku i zasilających go cieków znajduje się w porośniętej lasem dolince wciosowej, ale część zlewni to także obszary łąk i pól uprawnych miejscowości Witów (polany: Skoruszówka, Do Wierchu, Machajkówka, Między Potoki).